# 欧塔热
欧塔热（法語：Hautaget，法語發音：[otaʒɛ]）是法国上比利牛斯省的一个市镇，属于巴涅尔德比戈尔区。

## 地理
欧塔热（43°3'20"N, 0°27'22"E）面积1.35 平方千米，位于法国奧克西塔尼大區上比利牛斯省，该省份为法国西南部内陆省份，北至热尔省，西接大西洋比利牛斯省，南与西班牙接壤，东临上加龙省。
与欧塔热接壤的市镇（或旧市镇、城区）包括：阿内尔、比兹、比祖、蒙塞列、内斯捷。

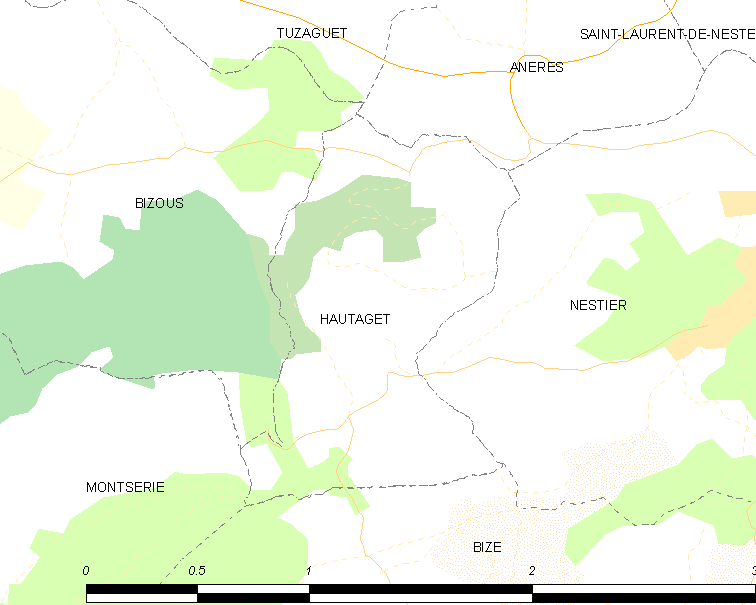
欧塔热的OSM定位图

欧塔热的时区为UTC+01:00、UTC+02:00（夏令时）。

## 行政
欧塔热的邮政编码为65150，INSEE市镇编码为65217。

## 政治
欧塔热所属的省级选区为巴鲁斯谷县。

## 人口

1962-2008年间欧塔热人口变化图示

欧塔热于2022年1月1日时的人口数量为60人。